# Hicham Hamdouchi
Hicham Hamdouchi, in arabo هشام الحمدوشی‎?, scritto anche Hichem Hamdouchi (Tangeri, 8 ottobre 1972), è uno scacchista marocchino naturalizzato francese.
Ottenne il titolo di Maestro Internazionale nel 1989, e di Grande Maestro nel 1994.

## Principali risultati
Dal 1988 (all'età di 15 anni) al 2004 vinse per 11 volte il campionato del Marocco.
Nel 2001 vinse al Cairo il Campionato africano individuale.
Nel 2004 vinse per la quarta volta (record condiviso con Mohamad Al-Modiahki) il campionato arabo a Dubai, ripetendo il successo ottenuto precedentemente nel 1988, 1993 e 1995 .
Con la nazionale del Marocco ha partecipato a 9 edizioni delle olimpiadi degli scacchi dal 1998 al 2008 (sempre in 1ª scacchiera), ottenendo complessivamente il 70,1% dei punti. Nelle olimpiadi di Torino 2006 vinse la medaglia di bronzo individuale in 1ª scacchiera.
Tra i successi di torneo (da solo o ex æquo): Sitges e Ceuta nel 1992, Montpellier nel 1993 e 2001, Casablanca nel 1994, Dos Hermanas, Bolzano e Djerba nel 1998, Nizza, Belfort e Coria del Rio nel 2002.
Nel campionato del mondo FIDE del 2004 a Tripoli, dopo aver superato i primi due turni, nel terzo venne eliminato da Michael Adams 0,5-1,5.
Nel 2009 si trasferì alla Federazione francese e nel 2013 vinse il Campionato francese a Nancy. Nello stesso anno ha fatto parte della nazionale francese che ha vinto la medaglia d'argento nel campionato europeo a squadre di Varsavia.
Ha ottenuto il suo massimo rating FIDE in luglio del 2021, con 2628 punti Elo.